# Elecciones provinciales de Tierra del Fuego de 2003
Las elecciones generales de la provincia de Tierra del Fuego, Antártida e Islas del Atlántico Sur de 2003 tuvieron lugar en junio del mencionado año con el objetivo de escoger al Gobernador para el período 2004-2008 y a los 15 miembros de la Legislatura Provincial. El gobernador incumbente, Carlos Manfredotti, del Partido Justicialista, se presentó a la reelección como candidato de la facción menemista de su partido, apoyado por la Unión del Centro Democrático (UCeDé), siendo Daniel Gallo su compañero de fórmula nuevamente. Por otro lado, la facción kirchnerista del justicialismo formó una alianza con la Unión Cívica Radical, el Frente de Unidad Provincial, que presentó al radical Mario Jorge Colazo, el cual había sido derrotado en segunda vuelta por Manfredotti en 1999, como candidato a gobernador, y al peronista Hugo Cóccaro como candidato a vicegobernador.
El resultado fue exactamente el contrario que en las anteriores elecciones, mientras que Manfredotti se impuso por escaso margen en primera vuelta, pasando a un balotaje contra Colazo, el Frente de Unidad Provincial obtuvo la victoria en dicho desempate, con el 52.80% de los votos contra el 47.20% del justicialismo oficialista. En la primera vuelta habían quedado en tercer lugar Jorge Garramuño, del Movimiento Popular Fueguino (MOPOF), y Fabiana Ríos, del partido Afirmación por una República Igualitaria (ARI), que había ganado las elecciones para legisladores nacionales por Tierra del Fuego ese mismo año.
En el plano legislativo, la nueva Legislatura estuvo muy fragmentada. El justicialismo que apoyó la candidatura de Manfredotti obtuvo mayoría simple con 5 escaños. El MOPOF quedó en segundo lugar con 4, seguido del FUP que obtuvo 3 escaños, lo mismo que el ARI.
Debido a la crisis que sufrió el Frente de Unidad Provincial y a su falta de control parlamentario, la tensa relación con el vicegobernador Cóccaro (que apoyó la candidatura presidencial de Adolfo Rodríguez Saá, rechazando a Néstor Kirchner) sumado a los enfrentamientos dentro de su propio partido por su acercamiento con el kirchnerismo a nivel nacional, Colazo no pudo completar su mandato constitucional, siendo el primer gobernador fueguino en ser destituido de su cargo por el legislativo, el 5 de diciembre de 2005. Cóccaro tampoco completó el mandato, ya que un mes antes de finalizar adelantó el traspaso de mando a Fabiana Ríos, la siguiente gobernadora electa, a fin de corregir el desfase entre la asunción del Presidente de la Nación y los legisladores nacionales con el Gobernador y la Legislatura Provincial.

## Contexto
A pesar de ser el distrito menos poblado del país, la elección fueguina fue considerada de importancia por tratarse de un llamado "test" electoral para el gobierno de Néstor Kirchner, del Frente para la Victoria, asumido en mayo. Esto se debía a que era la segunda elección provincial que debía enfrentar el gobierno ese año y la cercanía de Tierra del Fuego con la provincia de Santa Cruz, que Kirchner gobernaba antes de asumir y sobre la cual el gobierno santacruceño había tenido un relativo peso (Kirchner había dado un apoyo clave al gobierno incumbente en las anteriores elecciones). Tanto el Ministro del Interior, Aníbal Fernández, como el vicepresidente Daniel Scioli visitaron la provincia para apoyar al gobernador Carlos Manfredotti, que junto a su vicegobernador Daniel Gallo buscaban la reelección.
Sin embargo, la división del peronismo en tres frentes había afectado las posibilidades del PJ de ganar, sin contar el hecho de que el disminuido electorado de la provincia por lo general se fragmentaba y, según varias encuestas, la gobernación se definiría mediante una ajustada segunda vuelta. Por otro lado, mientras que Gallo pertenecía al sector kirchnerista del peronismo, Manfredotti había llegado al poder apoyado en el menemismo, si bien había apoyado a Kirchner para la segunda vuelta cancelada contra Menem a principios del año. Simultáneamente, debía enfrentar por segunda vez la candidatura de Mario Jorge Colazo, de la Unión Cívica Radical y apoyado por el Frente de Unidad Provincial, coalición entre radicales y peronistas federales, favorables a Adolfo Rodríguez Saá, con el adolfista Hugo Cóccaro como candidato a vicegobernador de Colazo. En la anterior elección, que se definió en segunda vuelta, Manfredotti había vencido a Colazo por solo 801 votos.
Entre los demás partidos, el Movimiento Popular Fueguino (MOPOF), que había salido muy dañado de las anteriores elecciones gubernativas, todavía gobernaba Ushuaia, la capital provincial, presentó la candidatura de Jorge Alberto Garramuño para la gobernación, con Jorge Chocrón como compañero de fórmula. Por su parte, el partido Afirmación para una República Igualitaria (ARI), liderado a nivel nacional por Elisa Carrió, había tenido un particular crecimiento en la provincia desde 2001, bajo el mando de Fabiana Ríos, siendo candidata a diputada nacional. Finalmente, Ríos fue nominada como candidata a gobernadora por el ARI, con las encuestas posicionándola en tercer lugar, pero superando el 10% de los votos. Otro candidato destacable sería Eduardo Rosboch, por el kirchnerista Partido de la Corriente (PdC), que decidió presentar su propia candidatura en disidencia con la idea de apoyar a Manfredotti (menemista) o a Colazo (radical).

## Reglas electorales
Las elecciones se realizaron bajo la constitución provincial de 1991, y bajo la Ley Electoral Provincial 201/94. La misma establece que los cargos de Gobernador y Vicegobernador se eligen directamente por el electorado de la provincia en fórmula única, por mayoría absoluta de votos con la provincia como distrito único para un mandato de cuatro años, reelegibles una sola vez consecutivamente. Si ninguna de las fórmulas obtuviera esa mayoría, se realizará una segunda vuelta electoral entre las dos fórmulas más votadas en la primera, dentro de los quince días siguientes, quedando consagrada la que obtuviese el mayor número de sufragios. Tierra del Fuego es uno de los pocos distritos argentinos que prohíben constitucionalmente que las elecciones provinciales coincidan con las nacionales, debiendo estas estar separadas por un intervalo de tres meses.
Los legisladores provinciales, que son quince, se eligen directamente. Se aplicará el sistema de representación proporcional, método D'Hondt con un piso del (5%) de los votos válidos emitidos. Los legisladores serán electos de acuerdo con el orden de lista y número de votos para cada uno, según el sistema de tachas. El sistema de tachas se aplica conjuntamente con el proporcional (método D'Hondt), de modo que el número de votos obtenidos determina el número de bancas que corresponderá a cada partido en la Legislatura. Las tachas contenidas en las boletas utilizadas para votar, establecerán el orden de designación de los candidatos a elegir, modificando el orden impreso en ellas, el que sólo se aplicará en los casos de empate. No se considerarán las tachas efectuadas a cada candidato que no superen el (50% +1 voto) del total de los votos válidos emitidos en favor de la lista que lo propuso.
El gobernador y los legisladores electos asumen sus cargos el 10 de enero del año siguiente, siendo junto con Tucumán (cuyas autoridades asumen el 29 de octubre), las únicas dos provincias argentinas cuyas autoridades provinciales no asumen el 10 de diciembre.

## Campaña
Durante la campaña, la presidenta de la junta electoral, María Rosa Ayala, anunció a mediados de junio la resolución de que la designación de docentes y profesionales como autoridades de mesa sería reemplazada por un registro de voluntarios, que cobrarían cincuenta pesos cada uno. Varios candidatos opositores denunciaron esto como un intento del gobierno de Manfredotti de cometer fraude electoral. Ríos destacó que siete de los voluntarios eran exfuncionarios gubernamentales, y que eso por sí solo quitaba transparencia al proceso electoral. También se denunció que Manfredotti en persona había financiado la llegada de estudiantes bonaerenses y porteños a la isla por medio de aviones para que votaran con documentos adulterados, y se reportaron algunos intentos de organizar "voto cadena", así como un aluvión de votantes organizados por partidos políticos a horas determinadas.
Sin embargo, los juzgados locales desestimaron estas denuncias, y aseguraron que las elecciones se veían como bien organizadas y creíbles, y que "la transparencia electoral se encuentra garantizada por los 315 presidentes de mesa y fiscales". Liliana Cambas, candidata a vicegobernadora del Frente de Acción Fueguina, criticó que muchos antiguos fiscales que nunca habían faltado a su labor no habían sido llamados. Al cerrar la campaña del ARI, la diputada nacional Graciela Ocaña tranquilizó a la población y los invitó a votar masivamente, con la premisa de que "hacen falta más que presidentes de mesa para concretar un fraude".

## Resultados

### Gobernador y Vicegobernador
| Fórmula                            | Fórmula                            | Partido/Alianza                    | Partido/Alianza                                      | 1ª vuelta | 1ª vuelta | 2ª vuelta | 2ª vuelta |
| Gobernador                         | Vicegobernador                     | Partido/Alianza                    | Partido/Alianza                                      | Votos     | %         | Votos     | %         |
| ---------------------------------- | ---------------------------------- | ---------------------------------- | ---------------------------------------------------- | --------- | --------- | --------- | --------- |
| Mario Jorge Colazo                 | Hugo Cóccaro                       |                                    | Unión Cívica Radical - Frente de Unidad Provincial   | 13.954    | 28,85     | 25.783    | 52,80     |
| Carlos Manfredotti                 | Daniel Gallo                       |                                    | Partido Justicialista - Unión del Centro Democrático | 14.986    | 30,99     | 23.081    | 47,20     |
| Jorge Alberto Garramuño            | Jorge Chocrón                      |                                    | Movimiento Popular Fueguino (MPF)                    | 9.172     | 18,96     |           |           |
| Fabiana Ríos                       | Adrián de Antueno                  |                                    | Afirmación para una República Igualitaria (ARI)      | 5.544     | 11,46     |           |           |
| Carlos Andino                      | Liliana Fadul                      |                                    | Partido Federal Fueguino                             | 2.521     | 5,21      |           |           |
| Mario Ferreyra                     | Liliana Cambas                     |                                    | Frente de Acción Fueguina                            | 1.003     | 2,07      |           |           |
| Eduardo Rosboch                    | Ana Esparza                        |                                    | Partido de la Corriente                              | 825       | 1,71      |           |           |
| Liliana Lataillade                 | Eduardo Pelatay                    |                                    | Partido Humanista (PH)                               | 358       | 0,74      |           |           |
|                                    |                                    |                                    |                                                      |           |           |           |           |
| Votos válidos                      | Votos válidos                      | Votos válidos                      | Votos válidos                                        | 48.363    | 92,90     | 48.902    | 93,35     |
| Votos en blanco                    | Votos en blanco                    | Votos en blanco                    | Votos en blanco                                      | 2.756     | 5,29      | 815       | 1,56      |
| Votos anulados                     | Votos anulados                     | Votos anulados                     | Votos anulados                                       | 940       | 1,81      | 2.671     | 5,10      |
| Total de votos                     | Total de votos                     | Total de votos                     | Total de votos                                       | 52.059    | 100       | 52.388    | 100       |
| Votantes registrados/participación | Votantes registrados/participación | Votantes registrados/participación | Votantes registrados/participación                   | 72.340    | 71,96     | 72.340    | 72,42     |
| Fuente:                            |                                    |                                    |                                                      |           |           |           |           |

### Legislatura Provincial
|  | 25,52 % |

|  | 20,12 % |

|  | 16,71 % |

|  | 15,60 % |

|  | 5,08 % |

|  | 4,35 % |

|  | 3,38 % |

|  | 2,63 % |

|  | 2,17 % |

|  | 2,13 % |

|  | 1,54 % |

|  | 0,78 % |

|  | 77,63 % |

|  | 20,89 % |

|  | 1,47 % |

|  | 100 % |

|  | 71,96 % |